# モンゴメリー郡 (イリノイ州)
モンゴメリー郡（英: Montgomery County）は、アメリカ合衆国イリノイ州の中央部に位置する郡である。2010年国勢調査での人口は30,104人であり、2000年の30,652人から1.8％減少した。郡庁所在地はヒルズボロ市（人口6,207人）であり、同郡で人口最大の都市はリッチフィールド市（人口6,939人）である。

## 歴史
モンゴメリー郡は1821年にボンド郡とマディソン郡の一部を合わせて設立された。郡名はアメリカ独立戦争の将軍で、1775年暮れにカナダのケベック市を攻撃中に戦死したリチャード・モントゴメリーに因んで名付けられた。ペリンが1882年に著した『モンゴメリー郡の歴史』では、モンゴメリー将軍に因む命名だが、「その名前の由来がなんであるかについて疑いを挟む者もいる」と述べている。

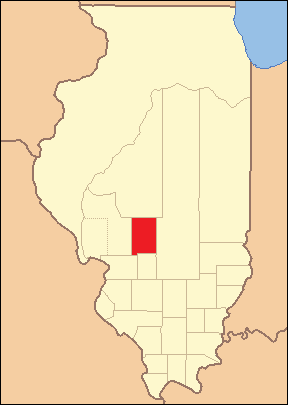
1821年創設時から1827年までの郡領域
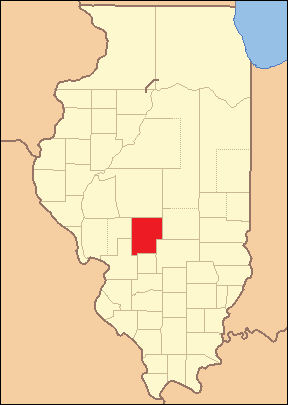
1827年から1839年まで
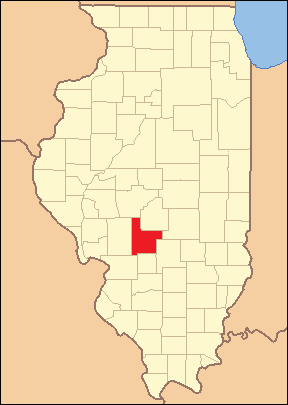
1839年から現在の領域

## 地理
アメリカ合衆国国勢調査局に拠れば、郡域全面積は709.68平方マイル (1,838.1 km2)であり、このうち陸地703.69平方マイル (1,822.5 km2)、水域は5.99平方マイル (15.5 km2)で水域率は0.84％である。

### 交通

#### 主要高規格道路
- 州間高速道路55号線
- イリノイ州道16号線
- イリノイ州道48号線
- イリノイ州道108号線
- イリノイ州道127号線
- イリノイ州道185号線

#### 空港
リッチフィールド市民空港がリッチフィールド市中心事業地区の南西2海里 (3.7 km) にある。

### 隣接する郡
- サンガモン郡 - 北
- クリスチャン郡 - 北東
- シェルビー郡 - 東
- ファイエット郡 - 南東
- ボンド郡 - 南
- マディソン郡 - 南西
- マクーピン郡 - 西

## 気候と気象
近年、郡庁所在地であるヒルズボロ市の平均気温は1月の21°F (-6 ℃) から7月の91°F (33 ℃) まで変化している。過去最低気温は1905年2月に記録された-22°F (-30 ℃) であり、過去最高気温は1954年7月に記録された114°F (46 ℃) である。月間降水量は2月の2.00インチ (51 mm) から5月の4.31インチ (109 mm) まで変化している。

## 人口動態
以下は2000年国勢調査による人口統計データである。
| 基礎データ - 人口: 30,104人 - 世帯数: 11,507 世帯 - 家族数: 7,928 家族 - 人口密度: 17人/km2（44人/mi2） - 住居数: 12,743軒 - 住居密度: 7軒/km2（18軒/mi2） 人種別人口構成 - 白人: 95.1% - アフリカン・アメリカン: 3.2% - ネイティブ・アメリカン: 0.2% - アジア人: 0.4% - 太平洋諸島系: 0.03% - その他の人種: 0.47% - 混血: 0.7% - ヒスパニック・ラテン系: 1.5% 先祖による構成 - ドイツ系：33.7％ - アメリカ人：19.3％ - イギリス系：12.6％ - アイルランド系：9.2％ | 年齢別人口構成 - 18歳未満: 23.7% - 18-24歳: 8.3% - 25-44歳: 29.3% - 45-64歳: 21.7% - 65歳以上: 17.0% - 年齢の中央値: 38歳 - 性比（女性100人あたり男性の人口） - 総人口: 106.4 - 18歳以上: 106.4 世帯と家族（対世帯数） - 18歳未満の子供がいる: 31.9% - 結婚・同居している夫婦: 56.1% - 未婚・離婚・死別女性が世帯主: 8.9% - 非家族世帯: 31.1% - 単身世帯: 27.8% - 65歳以上の老人1人暮らし: 14.7% - 平均構成人数 - 世帯: 2.44人 - 家族: 2.97人 収入と家計 - 収入の中央値 - 世帯: 33,123米ドル - 家族: 39,923米ドル - 性別 - 男性: 30,657米ドル - 女性: 20,563米ドル - 人口1人あたり収入: 16,272米ドル - 貧困線以下 - 対人口: 13.4% - 対家族数: 10.6% - 18歳未満: 18.4% - 65歳以上: 11.0% |

## 郡区
モンゴメリー郡は下記19の郡区に分割されている。
| - オーデュボン - ボアダルク - バトラーグローブ - イーストフォーク - フィルモア | - グリシャム - ハーベル - ヒルズボロ - アービング - ノコミス | - ノースリッチフィールド - ピットマン - レイモンド - ラウントリー - サウスフィルモア | - サウスリッチフィールド - ウォルシュビル - ウィット - ゼインズビル |

## 都市と町
| - バトラー - コールトン - コフィーン - ドネルソン - ファーマーズビル | - フィルモア - ハーベル - ヒルズボロ - 郡庁所在地 - アービング - リッチフィールド | - ノコミス - オールマン - パナマ - レイモンド - スクラムシティ | - テイラースプリングス - ワゴナー - ウォルシュビル - ウィノナ - ウィット |

## 国勢調査指定地域
- チャップマン
- コートキャンプ
- ヴァンビューレンズバーグ